# Бархат китайский
Ба́рхат кита́йский (лат. Phellodendron chinense) — дерево, вид рода Бархат семейства Рутовые.

## Ботаническое описание
Двудомное листопадное дерево высотой до 15 метров со стволом, покрытым серой или серо-коричневой пробковидной корой, темно-фиолетовыми крепкими ветвями и широкой кроной.
Листья довольно крупные, светло-зеленые, непарноперистосложные, супротивные, состоят из 7-15 листочков, опушенных с обратной стороны и голых снаружи. Рахис оголенный, либо опушенный. Листовые пластинки имеют форму от овально-эллиптической до продолговато-ланцетовидной, 8-15×3.5-6 см, тонкие.
Цветки мелкие, неприметные, зеленые, чашковидные, собраны в кистевидные соцветия. Плоды голубовато-черные, имеют форму от округлой до эллипсоидной, диаметром до 1-1.5 см, в пищу не используются, играют чисто декоративную роль; семена размером 6-7×3-5 мм. Период цветения — май-июнь, период плодоношения — сентябрь-ноябрь.
Бархат китайский не отличается зимостойкими свойствами, светолюбив, как и другие представители рода.

## Распространение и экология
Встречается в смешанных и широколиственных лесах на высоте 800-1500 м в китайских провинциях Аньхой, Фуцзянь, Ганьсу, Гуандун, Гуанси, Гуйчжоу, Хэнань, Хубэй, Хунань, Цзянсу, Шэньси, Сычуань, Юньнань, Чжэцзян.